# Verbindende dijk

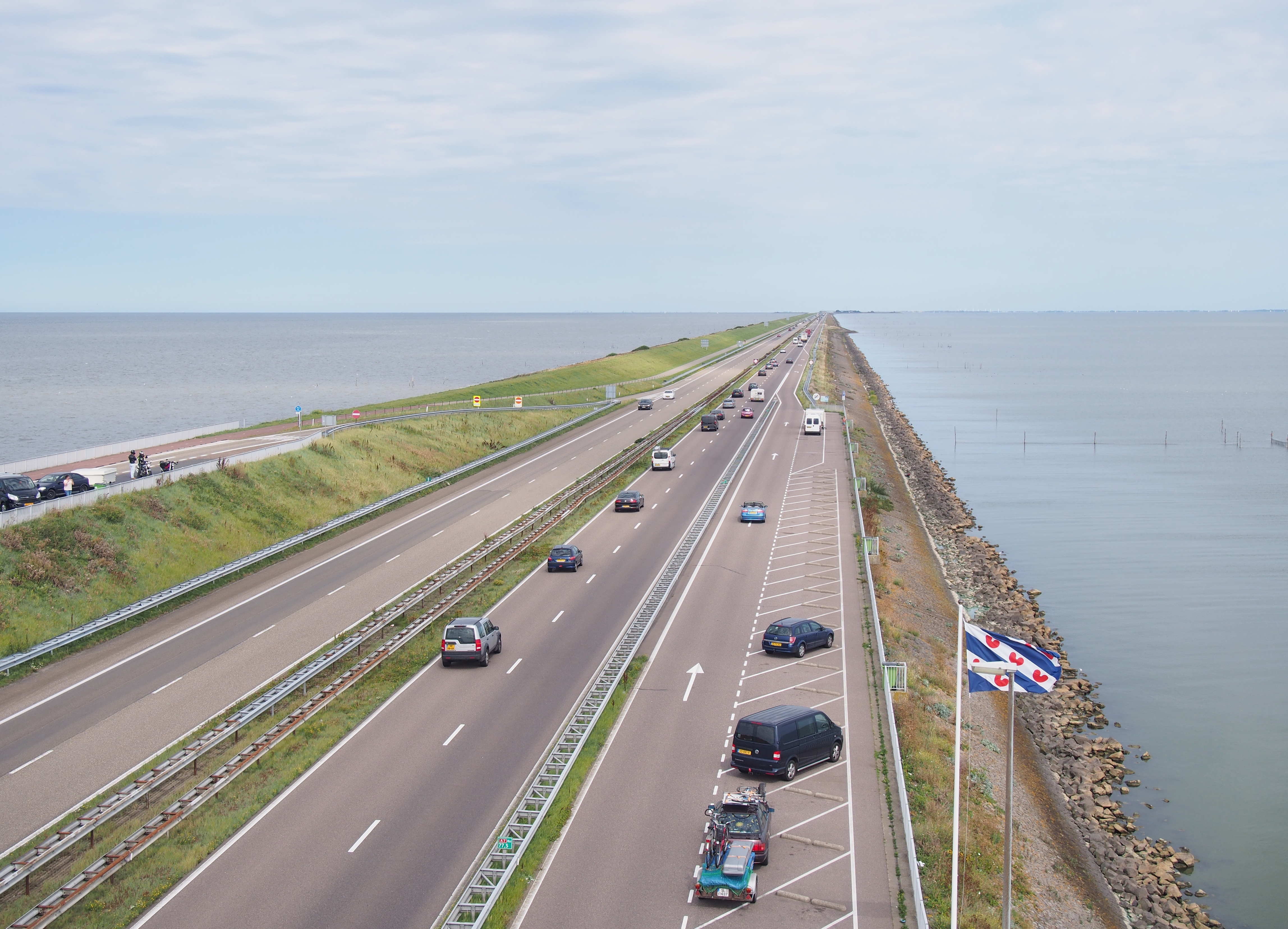
Afsluitdijk in 2016

Verbindende dijken zijn dijken (soms alleen een sluis) die behoren tot het stelsel van primaire waterkeringen en twee dijkringen met elkaar verbinden:
Lijst van verbindende dijken (het nummer is het officiële kenmerk).
| nr. | naam van de dijk/sluis                              |
| 1   | Afsluitdijk                                         |
| 2   | Kadoelerkeersluis                                   |
| 3   | Roggebotsluis                                       |
| 4   | Houtribdijk                                         |
| 5   | Nijkerkersluis                                      |
| 6   | Spooldersluis                                       |
| 7   | Sluizen van IJmuiden                                |
| 8   | Stormvloedkering Nieuwe waterweg en Europoort       |
| 9   | Europoort/Hartelkering                              |
| 10  | Stormvloedkering Hollandse IJssel                   |
| 11  | Haringvlietdam                                      |
| 12  | Biesboschsluis                                      |
| 13  | Afsluitdijk Andel en Wilhelminasluis                |
| 14  | Brouwersdam                                         |
| 15  | Hellegatsdam en Volkeraksluizen                     |
| 16  | Grevelingendam                                      |
| 17  | Philipsdam                                          |
| 18  | Oosterscheldekering                                 |
| 19  | Oesterdam                                           |
| 20  | Veerse Gatdam                                       |
| 21  | Zandkreekdam                                        |
| 22  | Sluizen bij Hansweert (kanaal door Zuid-Beveland)   |
| 23  | Zeedijk Paviljoenpolder                             |
| 24  | Heerewaardense Afsluitdijk + Schutsluis St. Andries |
| 25  | Balgstuw bij Ramspol                                |
| 26  | Keersluis Heusdensch Kanaal                         |
| 27  | Bergse Maasdijk                                     |